# Carsten Niebuhr
Carsten Niebuhr (17. března 1733, Lüdingworth v Sasku – 26. dubna 1815, Meldorf) byl holštýnský Němec, povoláním zeměměřič, který ve službách dánského krále Frederika V. procestoval rozsáhlá území Arabského poloostrova a významně přispěl k obnovení zájmu o starověkou Mezopotámii, země Blízkého východu a Egypt.

## Život a dílo
Pocházel ze zámožné farmářské rodiny. Carsten a jeho sestra záhy ztratili matku. Byli vzděláváni doma místním učitelem, Carsten se naučil hrát na několik hudebních nástrojů. Po otcově smrti pracoval čtyři roky jako čeledín na statku svého poručníka v Altenbruchu. Po dosažení plnoletosti se v roce 1755 přestěhoval do Hamburku, kde dokončil školní docházku. Chtěl se stát zeměměřičem a v roce 1757 začal studovat na univerzitě v Göttingenu. Niebuhr studoval matematiku, kartografii a navigační astronomii u Tobiase Mayera, jednoho z předních astronomů 18. století a autora metody určování zeměpisné délky podle pozice Měsíce na obloze. V roce 1760 mu jeden z jeho učitelů matematiky nabídl, aby se připojil jako zeměměřič a kartograf k výzkumné expedici do Egypta, Arábie a Sýrie, organizované dánským králem Frederikem V. 

## Výprava do Egypta, Arábie a Sýrie
Expedice vyplula v lednu roku 1761 z Kodaně do Istanbulu. Na válečné plachetnici bylo kromě Niebuhra 5 dalších členů: dánský filolog a arabista Friderik Christian von Haven, švédský botanik a zoolog Peter Forsskål, německý malíř a mědirytec Georg Wilhelm Bauernfield, dánský lékař Christian Carl Cramer a švédský sluha Breggren. Navštívili Káhiru a Sinaj a poté se přes Rudé moře vydali do Jemenu, který byl jejich hlavním cílem. Dorazili tam v červenci 1763 už bez dvou členů, protože von Haven a Forsskål zemřeli na malárii. Na zpáteční cestě přes Bombaj podlehli malárii i zbývající členové výpravy až na Niebuhra, který těžkou chorobu překonal, i když s jejími následky se potýkal do konce života. Po ročním pobytu v Bombaji se vrátil po souši přes Búšehr, Persepolis, Bagdad do Aleppa, kde se jeho objevení v roce 1767 stalo senzací, protože všichni již považovali arabskou expedici za ztracenou. 
V Kodani byl přijat u dvora a povýšen na nadporučíka. Vrátil se ke svému povolání zeměměřiče a s manželkou a dvěma dětmi se usadil v malém městě Meldorfu.  Zemřel v Meldorfu v roce 1815. Niebuhr byl pohřben v meldorfské katedrále, kde je zachována jeho hrobová deska. Pomníky stojí v jeho rodném městě Lüdingworthu a před meldorfskou katedrálou.

Nieburhova socha v Lüdingworthu

## Výsledky Niebuhrových cest
Carsten Niebuhr přesně určil, kde leží trosky Ninive a Babylónu a přinesl z Persepolis dlouhé a přesné opisy klínopisných textů. Jeho přepisy byly zvláště užitečné pro Georga Friedricha Grotefenda, který jako první rozluštil staroperské klínové písmo.  Po návratu Niebuhr sepsal také rozsáhlé třídílné dílo Popis Arábie z vlastních pozorování a v zemi samé sesbíraných zpráv, vydané v Kodani (1772–1778) a líčící jeho cesty. Dílo vzbudilo v Evropě velký zájem o země Blízkého východu. Především jeho vyjádření v třídílném díle: „Ačkoliv smrt naši výpravu téměř úplně skolila, myslím, že jiní se tím nemají dát na cestě do Arábie odradit.“ bylo pro mnoho jeho následovníků velice inspirující. Jeho publikace se dostala ve francouzském překladu i do rukou mladého Napoleona Bonaparta a říká se, že právě ona jej podnítila k nakonec nepříliš úspěšnému tažení do Egypta v letech 1798–1799. Díky své píli, smyslu pro detail a pozorovacímu talentu přinesl zpět do Evropy zajímavé poznatky o zemích, které procestoval.
Byl také první, kdo použil polohu Měsíce k přesnému zmapování severní části Rudého moře a zakreslil novou lodní trasu Suezským průplavem do Indie. Podle jeho mapy poprvé navigoval kapitán Holford roku 1772 svoji plavbu z Indie do Suezu, tři roky poté, co byl tento průplav otevřen.

## Inspirace
Niebuhr započal epochu velkého přílivu lidí do Mezopotámie a Egypta. Přibývalo cestovatelů, za nimiž přicházeli obchodníci, misionáři, agenti rozvědek, zvláštní zplnomocněnci vlád a občas i učenci. O Mezopotámii tak začali projevovat zájem především Angličané, kteří ji měli v blízkosti svých kolonií, ale také Francouzi. Turecká vláda oběma zemí i kvůli tlaku na výzkum Mezopotámie umožnila vybudovat v Bagdádu, Mosulu a Basře konzuláty.